# Massenlinie (Verfahren)
Eine Massenlinie ist in den Geowissenschaften eine Linie, entlang derer die Masse eines länglichen Körpers als gleichmäßig verteilt angenommen wird. Dies vereinfacht die Berechnung der Gravitation des Körpers von einem dreidimensionalen zu einem eindimensionalen Problem.
Eine wichtige Anwendung ist in der Geophysik die Gelände- oder topografische Reduktion. Sie ist erforderlich, wenn auf einem Messpunkt die Schwerkraft oder die Lotabweichung bestimmt wird und auf dazwischenliegende Punkte interpoliert werden soll. Vor diesem Schritt muss das Schwerefeld geglättet, d. h. das Gelände bzw. die Geologie rechnerisch „eingeebnet“ werden. Traditionell wird die Geländeform bzw. ein Gesteinskörper gerastert, indem er in schmale senkrechte Prismen zerlegt wird. Die Wirkung dieser schmalen Säulen kann man durch Formeln der Potentialtheorie berechnen, die aber eine genaue Definition der Prismenflächen erfordern und dadurch sehr aufwendig sind.
Wesentlich einfacher – und fast ebenso genau – wird die Berechnung, wenn das Volumen bzw. die Masse des Prismas durch eine senkrechte Linie von Massenpunkten approximiert wird. Die Methode wurde in den 1930ern für Projekte der Geoidbestimmung entwickelt und verkürzt den Rechenaufwand auf weniger als ein Zehntel, sodass sie auch mit Taschenrechnern am Felde ausgewertet werden kann.
Ein ähnliches und ebenso genaues Verfahren ist die Zwei-Punkt-Methode, bei der die Massenlinie durch nur zwei Punkte ersetzt wird, die jeweils 15 % von den Enden der Linie platziert werden.